# 谷源洋
谷源洋（1935年11月26日—），祖籍山东威海，出生于辽宁大连，中国社会科学院世界经济与政治研究所原所长，研究员，中国社会科学院荣誉学部委员。